# Ифигения в Тавриде (опера Кампра)
«Ифиге́ния в Таври́де» (фр. Iphigénie en Tauride) — музыкальная трагедия в пяти актах с прологом, созданная совместно французскими композиторами Анри Демаре и Андре Кампра. Автор либретто — Жозеф-Франсуа Дюш де Ванси при участии Антуана Данше. Демаре начал работу над оперой около 1696 года, но оставил её из-за вынужденного бегства в Брюссель в 1699 году. Кампра вместе со своим либреттистом Данше продолжил работу, добавив пролог и написав большую часть пятого акта, по две арии для первого и четвёртого акта, по одной арии для второго и третьего акта. В основе оперы — трагедия Еврипида «Ифигения в Тавриде».

## История постановок
Опера была впервые представлена публике труппой Парижской национальной оперы в театре Пале-рояль 6 мая 1704 года. Партию Ифигении исполнила Франсуаза Журне, партию Ореста — Габриэль-Висен Тевенар. Первые представления были восприняты публикой прохладно, однако на протяжении XVIII века опера неоднократно возобновлялась, последняя постановка состоялась в 1762 году.

## Действующие лица
| Персонаж              | Голос         |
| --------------------- | ------------- |
| Организатор игр/Океан | бас-баритон   |
| Диана                 | сопрано       |
| Житель Делоса         | контратенор   |
| Ифигения              | сопрано       |
| Электра               | сопрано       |
| Орест                 | высокий бас   |
| Пилад                 | контратенор   |
| Тритон                | контратенор   |
| Фоант                 | бас           |
| Исменида              | сопрано       |
| Жрец                  | тенор-баритон |